# Bataille d'Emsdorf
Guerre de Sept Ans
Batailles
- Minorque (navale) (1756)
- Pirna (1756)
- Lobositz (1756)
- Reichenberg (1757)
- Prague (1757)
- Kolin (1757)
- Hastenbeck (1757)
- Gross-Jägersdorf (1757)
- Moys (1757)
- Rochefort (1757)
- Rossbach (1757)
- Breslau (1757)
- Leuthen (1757)
- Carthagène (navale) (1758)
- Olomouc (1758)
- Saint-Malo (1758)
- Rheinberg (1758)
- Krefeld (1758)
- Domstadl (1758)
- Cherbourg (1758)
- Zorndorf (1758)
- Saint-Cast (1758)
- Tornow (1758)
- Lutzelberg (1758)
- Hochkirch (1758)
- Bergen (1759)
- Kay (1759)
- Minden (1759)
- Kunersdorf (1759)
- Neuwarp (navale) (1759)
- Hoyerswerda (1759)
- Baie de Quiberon (navale) (1759)
- Maxen (1759)
- Meissen (1759)
- Glatz (1760)
- Landshut (1760)
- Corbach (1760)
- Emsdorf (1760)
- Dresde (1760)
- Warburg (1760)
- Liegnitz (1760)
- Rhadern (1760)
- Berlin (1760)
- Kloster Kampen (1760)
- Torgau (1760)
- Belle-Île (1761)
- Langensalza (1761)
- Cassel (1761)
- Grünberg (1761)
- Villinghausen (1761)
- Ölper (1761)
- Kolberg (1761)
- Wilhelmsthal (1762)
- Burkersdorf (1762)
- Lutterberg (1762)
- Reichenbach (1762)
- Almeida (1762)
- Valencia de Alcántara (1762)
- Nauheim (1762)
- Vila Velha de Ródão (1762)
- Cassel (1762)
- Freiberg (1762)

- Jumonville Glen (1754)
- Fort Necessity (1754)
- Fort Beauséjour (1755)
- 8 juin 1755
- Monongahela (1755)
- Petitcoudiac (1755)
- Lac George (1755)
- Fort Bull (1756)
- Fort Oswego (1756)
- Kittanning (1756)
- En raquettes (1757)
- Pointe du Jour du Sabbat (1757)
- Fort William Henry (1757)
- German Flatts (1757)
- Lac Saint-Sacrement (1758)
- Louisbourg (1758)
- Le Cran (1758)
- Fort Carillon (1758)
- Fort Frontenac (1758)
- Fort Duquesne (1758)
- Fort Ligonier (1758)
- Québec (1759)
- Fort Niagara (1759)
- Beauport (1759)
- Plaines d'Abraham (1759)
- Sainte-Foy (1760)
- Neuville (1760)
- Ristigouche (navale) (1760)
- Mille-Îles (1760)
- Signal Hill (1762)

- Cap-Français (1757)
- Martinique (1759)
- Guadeloupe (1759)
- Dominique (1761)
- Martinique (1762)
- Cuba (1762)

- Chandernagor (1757)
- Plassey (1757)
- Gondelour (1758)
- Négapatam (navale) (1758)
- Condore (1758)
- Madras (1758)
- Pondichéry (navale) (1759)
- Masulipatam (1759)
- Chinsurah (1758)
- Wandiwash (1760)
- Pondichéry (1760-1761)
- Manille (1762)

- Saint-Louis (1758)
- Gorée (1758)
- Gambie

La bataille d'Emsdorf est un épisode de la guerre de Sept Ans qui se déroule le 16 juillet 1760 à Emsdorf, dans la province actuelle de Hesse en Allemagne. Elle oppose deux détachements d'environ 3 000 hommes de chacune des armées principales, et se solde par la mise hors combat ou la capture de la majeure partie du détachement français.
En réalité, il s'agit plus d'un coup de main ou d'un raid, que d'une bataille à proprement parler. 

## Contexte
Survenu quelques jours après la victoire française de Corbach le 10 juillet, le combat d'Emsdorf oppose les forces alliées de Hanovre, de la Grande-Bretagne et de la Hesse, sous le commandement du prince héritier de Brunswick-Wolfenbüttel et du prince de Hesse-Cassel, aux Français sous le commandement du baron de Glaubitz.
Le détachement de Glaubitz fait partie d'un détachement plus large, sous les ordres du comte de Stainville, qui a pour mission de protéger la ligne de ravitaillement de l'armée principale qui court depuis Marbourg au Sud jusqu'à Corbach à 60 km au Nord. Ils ont également pour mission « d'expulser les partis ennemis du pays conquis entre l'Eder et la Schwalm et de préparer le siège de Ziesenhayn ».
Glaubitz, placé sous sa direction, doit prendre position avec sa brigade allemande de cinq bataillons à Jesberg, à mi-chemin entre Marburg et Fritzlar.
Aussitôt qu'il a connaissance de ces dispositions, le prince Ferdinand résout de tenter un coup de main contre le corps isolé de Glaubitz, et si possible, contre la garnison de Marburg ; il charge de cette expédition son neveu à peine remis de sa blessure de Corbach et brûlant du désir de venger sa récente défaite. 

## Déroulement
Isolé, le détachement de Glaubitz constitue une cible vulnérable, d'autant que les dispositions ne sont pas prises pour maintenir la vigilance aux abords du dispositif. Les Bavarois chargés de la surveillance dans les bois se font surprendre alors que l'essentiel des troupes est dans son camp, en train d'assurer la distribution du pain. 
Le baron de Glaubitz rapporte ainsi : « j'attendais le pain qui n'arriva que sur le midi et je comptais partir à une heure, lorsque le poste d'infanterie qui était à la gauche du camp dans un bois et qui avait mal fait sa patrouille fut attaqué tout d'un coup, culbuté, l'officier tué, et marchant en colonne sur mon camp. Le régiment de Royal Bavière dont il ne restait plus que deux bataillons, en ayant envoyé un à Marbourg par ordre de M. le maréchal, était à la distribution du pain; mais averti par les coups de fusil du poste, jeta son pain, courut aux armes et se porta dans le bois contre ces gens ; il y eut un feu de mousqueterie et de canon qu'ils soutinrent avec valeur; on croyait que ce n'était que ce corps de 800 chasseurs quand, tout d'un coup, nous vîmes sortir du bois une colonne d'infanterie de toutes couleurs qui, par un quart de conversion, se trouva vis-à-vis de nous en bataille; il est certain qu'en moins de trois minutes, toute la brigade fut en bataille. »
L'infanterie hesso-brunswickoise traverse la forêt de Speckswinkel sans être repérée et attaque par surprise les forces françaises entre 13 h et 14 h. Le prince héréditaire fait tirer son artillerie sur le camp français, lequel est ensuite attaqué par la cavalerie anglaise et brunswickoise.
Glaubitz n'a d'autre parti que celui de la retraite ; il essaie de l'effectuer en franchissant les taillis dont il ne peut se tirer qu'en abandonnant deux des pièces qui lui restent encore ; il gagne ainsi le village de Langestein où il repousse une charge des dragons anglais. De ce village, il se dirige sur Nieder Klein dans l'espoir d'atteindre Marburg par un grand détour. 
En effet, coupés par l'ouest de leur ligne de communication et désorganisés, les Français tentent de contourner l'encerclement ennemi, mais les troupes coalisées manœuvrent bien et ne leur laissent aucune chance. Le combat se prolonge pendant six heures mais à bout de forces, manquant de vivres et de munitions, ils n'ont plus d'autre option que de se rendre entièrement : « Le soldat, relate Glaubitz, était rendu et exténué de fatigue, n'ayant pas eu de viande depuis trois jours et point de pain, et presque sans poudre. Il était près de 6 heures du soir, nous avions fait plus de trois lieues de chemin par une grande chaleur, toujours en combattant. »
Le 15e régiment de dragons légers britannique se distingue particulièrement, fait de nombreux prisonniers et ramène 16 étendards, ce qui lui vaut d'être le premier régiment britannique à recevoir un honneur de bataille.

## Bilan et conséquences
Waddington résume ainsi la journée : « Le raid d'Emsdorf est à l'honneur du prince héréditaire et de ses soldats qui firent au moins 20 lieues en deux fois 24 heures, les quatre dernières l'infanterie en veste sans havresacs. Dans la journée du 16, les confédérés s'emparèrent du maréchal de camp Glaubitz, du brigadier prince d'Anhalt et de 2 661 officiers et soldats dont 5 ou 600 blessés, de cinq canons et de neuf drapeaux. Du côté des Français, en outre des blessés tombés au pouvoir de l'ennemi, il y eut, au dire de Glaubitz, un peu plus de 300 tués. Les vainqueurs n'accusèrent qu'une perte de 186 soldats mis hors de combat, dont 125 pour le seul régiment des dragons anglais. »
Ce fait d'armes n'a que peu d'impact sur la suite des évènements, mais il redonne le moral au prince héritier Ferdinand à la suite de la bataille perdue de Corbach six jours plus tôt et fait peser une menace latente sur les lignes de communications françaises.
Malgré ce succès et celui de la bataille de Warburg, le 31 juillet, les Alliés sont exténués, n'ont plus assez de vivre et ne peuvent donc réaliser leur objectif de prendre la ville de Marbourg tenue par les Français, pourtant occupée par une faible garnison.